# Marc Stcherbina
Pas d'image ? Cliquez ici

a Compétitions nationales et continentales officielles uniquement.

Marc Stcherbina, né le 7 décembre 1976 à Sydney, est joueur australien de rugby à XV évoluant au poste de centre. Il joue successivement avec les Waratahs, au Biarritz olympique, chez les Northampton Saints, les Cardiff Blues puis chez les Newport Gwent Dragons. Il est désormais à la retraite. 

## Carrière
Marc Stcherbina s'est gravement blessé au mois de février 2008 aux cervicales face au Stade toulousain en Heineken cup et doit annoncer la fin de sa carrière le 9 juin 2009 à l'âge de 32 ans.
- Biarritz olympique 2002-2004
- Northampton Saints 2004-2005
- Cardiff Blues 2005-2007
- Newport Dragons 2007-2009